# Alembert Vera
Alembert Antonio Vera Rivera (Guayaquil, 12 de marzo de 1982) es un abogado, profesor universitario y funcionario ecuatoriano. Fue Presidente del Consejo de Participación Ciudadana y Control Social desde el 15 de mayo de 2023 hasta el 6 de octubre de 2023.

## Biografía
Alembert Antonio nació el 12 de marzo de 1982, en la ciudad ecuatoriana de Guayaquil. Hijo del abogado Gutemberg Vera.
Tras realizar en Ciencias sociales y Políticas en la Universidad Católica de Santiago de Guayaquil (2000-2004), obtuvo el título de abogado. Obtuvo una maestría en Derecho empresarial, por el Centro de Estudios Garrigues.
Posteriormente, en la Universidad Complutense de Madrid (2005-2010), obtuvo el doctorado en Derecho penal, mención summa cum laude. Cuenta también con un diplomado en estudios avanzados de Derecho.

### Trayectoria
Es fundador del Estudio Jurídico Vera Abogados, donde trabaja como socio propietario. También trabaja en el Estudio Jurídico Vera Páez.
Alembert y Gutemberg Vera, fueron los abogados que dirigieron la acusación que el entonces presidente Rafael Correa interpuso en contra del periodista Emilio Palacio y del diario El Universo por un editorial que el mandatario consideró ofensivo. Ganaron el juicio inicialmente, pero posteriormente la Corte Interamericana de Derechos Humanos confirmó una serie de inconsistencias que se cometieron durante el trámite acelerado del proceso.
También ejerció como asesor jurídico en la sexta sala, en la Corte Provincial del Guayas.
Fue profesor invitado en el Instituto Tecnológico de Monterrey (2011) y en la Universidad de Positivo (2012). Se desempeñó como profesor en la Universidad Católica de Santiago de Guayaquil (2013-2015), y como profesor investigador en la Universidad Espíritu Santo (2013-2019).

## Consejo de Participación Ciudadana
En 2022, presentó su carta de candidatura como consejero del Consejo de Participación Ciudadana y Control Social, en las elecciones seccionales de 2023. Su candidatura fue abiertamente respaldada por el expresidente Correa. Tras los comicios, fue elegido como consejero del CPCCS.
El 14 de mayo de 2023, fue posesionado en su cargo, durante un pleno de la Asamblea Nacional del Ecuador. Al día siguiente, el 15 de mayo, fue elegido como presidente del CPCCS, con 6 votos a favor.
El 23 de junio, el Tribunal Contencioso Electoral emitió una sentencia dentro del caso de presunta infracción electoral en contra de Vera y Marcela Aguiñaga. Esta denuncia se da dentro del marco de respaldo partidista que recibió Vera durante el proceso electoral en los comicios de febrero, cuando este tipo de respaldo está prohibido para los candidatos al CPCCS. Si el TCE falla en su contra, podría perder su cargo.
Finalmente el 6 de octubre de 2023, la Corte Constitucional decretó su destitución como consejero del CPCCS. Le sucedió como presidente del organismo Nicole Bonifaz.

## Controversias
Su padre, Gutemberg Vera presentó una demanda contra el caricaturista Xavier Bonilla (Bonil), por supuestamente ofender la honra de Alembert y acusarlo de una “serie de delitos”, por una caricatura publicada el 31 de mayo de 2023 en las páginas de opinión de El Universo. Esta demanda fue enviada a la Corte Interamericana de Derechos Humanos.